# 닌코 천황
닌코 천황(일본어: 仁孝天皇, 1800년 3월 16일 ~ 1846년 2월 21일)은 일본의 제120대 천황이다.
1817년부터 1846년까지 재위하는 동안 1817년부터 1837년까지 도쿠가와 이에나리가 섭정하였고 1837년부터 1846년 붕어할 때까지 도쿠가와 이에요시가 대리청정하였다.
교토 어소(京都御所)의 내부에 학문 연구 기관을 두어 훗날 가쿠슈인의 전신이 되었다.

## 가족
고카쿠 천황의 여섯째 황자이다. 양모는 고모모조노 천황의 첫째 황녀로, 고카쿠 천황의 중궁인 요시코 내친왕(欣子内親王)이다. 친모는 가주지 쓰네하야(勧修寺経逸)의 딸인 가주지 다다코(勧修寺婧子)이다.
- 황후(추증): 다카쓰카사 쓰나코(鷹司繋子, 1798년 ~ 1823년) - 다카쓰카사 마사히로(鷹司政煕)의 딸
  - 제1황자: 시즈히토 친왕(安仁親王, 1820년 ~ 1821년)
  - 제1황녀: 지히신인노미야(慈悲心院宮, 1823년)
- 여어(女御): 다카쓰카사 야스코(鷹司祺子, 1811년 ~ 1847년) - 다카쓰카사 마사히로의 딸, 쓰나코의 동생
  - 제4황녀: 마니주인노미야(摩尼珠院宮, 1829년 ~ 1831년)
- 전시(典侍): 오기마치 나오코(正親町雅子, 1803년 ~ 1856년) - 오기마치 사네미쓰의 딸
  - 제2황자: 노리노미야(鎔宮, 1825년 ~ 1826년)
  - 제4황자: 오사히토 친왕(121대 고메이 천황)
  - 제6황자: 미사히토 친왕(節仁親王, 1833년 ~ 1836년)
  - 제7황녀: 유키노미야(恭宮, 1837년 ~ 1838년)
- 전시: 간로지 기요코(甘露寺妍子, 1806년 ~ 1851년) - 간로지 구니나가의 딸
  - 제2황녀: 나루노미야(成宮, 1825년 ~ 1826년)
  - 제3황녀: 스미코 내친왕(淑子内親王, 1829년 ~ 1881년)
  - 제3황자: 산노미야(三宮, 1830년 ~ 1831년)
  - 제5황녀: 후사노미야(総宮, 1832년 ~ 1833년)
  - 제6황녀: 다쓰노미야(経宮, 1836년)
- 전시: 하시모토 츠네코(橋本経子, 1826년 ~ 1865년) - 하시모토 사네히사의 딸
  - 제7황자: 다네노미야(胤宮, 1844년 ~ 1845년)
  - 제8황녀: 지카코 내친왕
- 전시: 나카야마 이사코(中山績子, 1795년 ~ 1875년) - 나카야마 나루치카의 딸
- 장시(掌侍): 이마키 타츠코(今城媋子, 1809년 ~ 1875년) - 이마키 사다나리의 딸
  - 제5황자: 조잣코인노미야(常寂光院宮, 1832년)
- 유자(猶子)
  - 후시미노미야 사다노리 친왕
  - 아리스가와노미야 타루히토 친왕
  - 쿠니노미야 아사히코 친왕
  - 코마츠노미야 아키히토 친왕
  - 키타시라카와노미야 요시히사 친왕

## 같이 보기
- 일본 천황